# Кукилівський ентомологічний заказник
Ентомологічний заказник «Куки́лівський» — об'єкт природно-заповідного фонду Харківської області, ентомологічний заказник місцевого значення.
Розташований біля села Кукилівка на південний схід від села Бірки Зміївського району.
Загальна площа — 5,0 га.
Заказник утворений рішенням № 562 Харківського обласного виконкому від 3 грудня 1984 року.
Відповідальний за охорону — ВАТ племінний завод «Червоний Велетень».

## Опис
Заказник розташований на схилах яружно-балкової системи, де зберігся фрагмент степового ентомологічного комплексу, трофічно і топічно пов'язаного зі степовою рослинністю.
Рослинність представлена лучними степами і фрагментами справжніх степів.
Ґрунти дернові.
Категорія земель — землі сільськогосподарського призначення — пасовища.
Охороняється як резерват корисної ентомологічної фауни: ентомофагів, ґрунтоутворювачів і запилювачів сільськогосподарських культур.
До ентомологічної фауни заказника належать рідкісні види комах, що занесені до Червоної книги України: мелітурга булавовуса (Melitturga clavicornis), до Переліку регіонально рідкісних видів тварин для Харківської області (2001): джміль кам'яний (Bombus lapidarius).
На території заказника мешкає рофітоїдес сірий (Rhophitoides canus), який був у Червоній книзі України та вилучений з неї в 2009 році, бо популяція виду відновилась до безпечного рівня.

## Заповідний режим
Мета створення заказника:
- збереження та відновлення чисельності комах-запилювачів, які є представниками степу, представленого злаковими та бобовими травами;
- підтримка загального екологічного балансу та забезпечення фонового моніторингу навколишнього природного середовища;
- проведення науково-дослідної та навчально-виховної роботи.

На території забороняється:
- проведення будь-якої господарської діяльності, яка може завдати шкоди заповідному об'єкту та порушити екологічну рівновагу;
- самочинна зміна меж, зміна охоронного режиму, забруднення території;
- зміна видового складу рослин, тварин, комах;
- будь-яке порушення ґрунтового покриву, розорювання земель, будівництво, розведення вогнищ;
- заготівля лікарських рослин та технічної сировини;
- збір рідкісних та занесених до Червоної книги України видів рослин, їх квітів і плодів;
- використання хімічних речовин для боротьби зі шкідниками та хворобами рослин;
- зберігання на території заказника (та в двокілометровій зоні навкруги) всіх видів пестицидів та агрохімікатів;
- організація місць відпочинку, розведення вогнищ;
- відвідування території заказника в період розмноження тварин і вигодівлі молоді (з травня до липня);
- прохід та проїзд автотранспорту через територію заказника поза межами доріг, стежок.
- інші види робіт, що можуть привести до порушення природних зв'язків та природних процесів, втрати наукової, господарської, естетичної цінності природного комплексу заказника.

Дозволяється на території заказника:
- систематичні спостереження за станом природного комплексу;
- проведення комплексних досліджень;
- проведення екологічної освітньо-виховної роботи.

Об'єкт збереження — корисні комахи-запилювачі люцерни та інших сільськогосподарських рослин.